# Como una ola (álbum)
Como una ola es el título del 16.º álbum de estudio grabado por la cantante española Rocío Jurado. Lanzado por el sello discográfico RCA Víctor a finales de 1981, contó con la producción de Honorio Herrero y José Antonio Álvarez Alija. Las canciones más destacadas del álbum son "Como Una Ola", "Muera El Amor" y "¿De Quién Será La Culpa?".

## Lista de Canciones
| Cara 1 |                             |                                                     |          |  |
| N.º    | Título                      | Letras                                              | Duración |  |
| 1.     | «Como una ola»              | José Luis Armenteros • Pablo Herrero                | 4:18     |  |
| 2.     | «A ti»                      | Honorio Herrero • Luis Gómez Escolar                | 2:51     |  |
| 3.     | «Muera el amor»             | Honorio Herrero • Julio Seijas • Luis Gómez Escolar | 3:42     |  |
| 4.     | «Por la puerta más pequeña» | José Luis Armenteros • Pablo Herrero                | 3:45     |  |
| 5.     | «Todavía tengo orgullo»     | Augusto Algueró • José Ruiz Venegas                 | 4:07     |  |

| Cara 2 |                            |                                      |          |  |
| N.º    | Título                     | Letras                               | Duración |  |
| 1.     | «A pesar de todo»          | Julio Seijas                         | 3:20     |  |
| 2.     | «Pueblo mío»               | Isidro Sanlúcar • José Miguel Evoras | 5:06     |  |
| 3.     | «¿De quién será la culpa?» | José Luis Perales                    | 5:06     |  |
| 4.     | «Naranja pero limón»       | Honorio Herrero • Luis Gómez Escolar | 2:51     |  |
| 5.     | «Lo vas a conseguir»       | Aniano Alcalde                       | 3:30     |  |

| CD  |                             |          |  |
| N.º | Título                      | Duración |  |
| 1.  | «Como una Ola»              | 4:18     |  |
| 2.  | «A Ti»                      | 2:50     |  |
| 3.  | «Muera el amor»             | 3:42     |  |
| 4.  | «Por la Puerta Mas Pequeña» | 3:45     |  |
| 5.  | «Todavía Tengo Orgullo»     | 4:07     |  |
| 6.  | «A Pesar de Todo»           | 3:20     |  |
| 7.  | «Pueblo Mío»                | 5:06     |  |
| 8.  | «¿De Quién Será la Culpa?»  | 5:06     |  |
| 9.  | «Naranja Pero Limón»        | 2:51     |  |
| 10. | «Lo Vas a Conseguir»        | 3:30     |  |